# Saint-Hippolyte-de-Canteloup
Saint-Hippolyte-de-Canteloup est une ancienne commune du Calvados, amputée partiellement de son territoire au profit de communes de Fumichon et de Marolles en 1841. Elle fut définitivement supprimée lors de son rattachement à la commune de L'Hôtellerie en 1850.